# سانجین پرچیچ
سانجین پرچیچ (انگلیسی: Sanjin Prcić؛ زادهٔ ۲۰ نوامبر ۱۹۹۳) بازیکن فوتبال اهل بوسنی و هرزگوین است که در پست هافبک برای باشگاه استراسبورگ در لیگ ۱ بازی می‌کند.
وی همچنین در تیم‌های ملی فوتبال زیر ۱۷ سال بوسنی و هرزگوین, زیر ۱۹ سال بوسنی و هرزگوین، زیر ۲۱ سال بوسنی و هرزگوین، و بوسنی و هرزگوین بازی کرده‌است.